# Gaetano Pesce

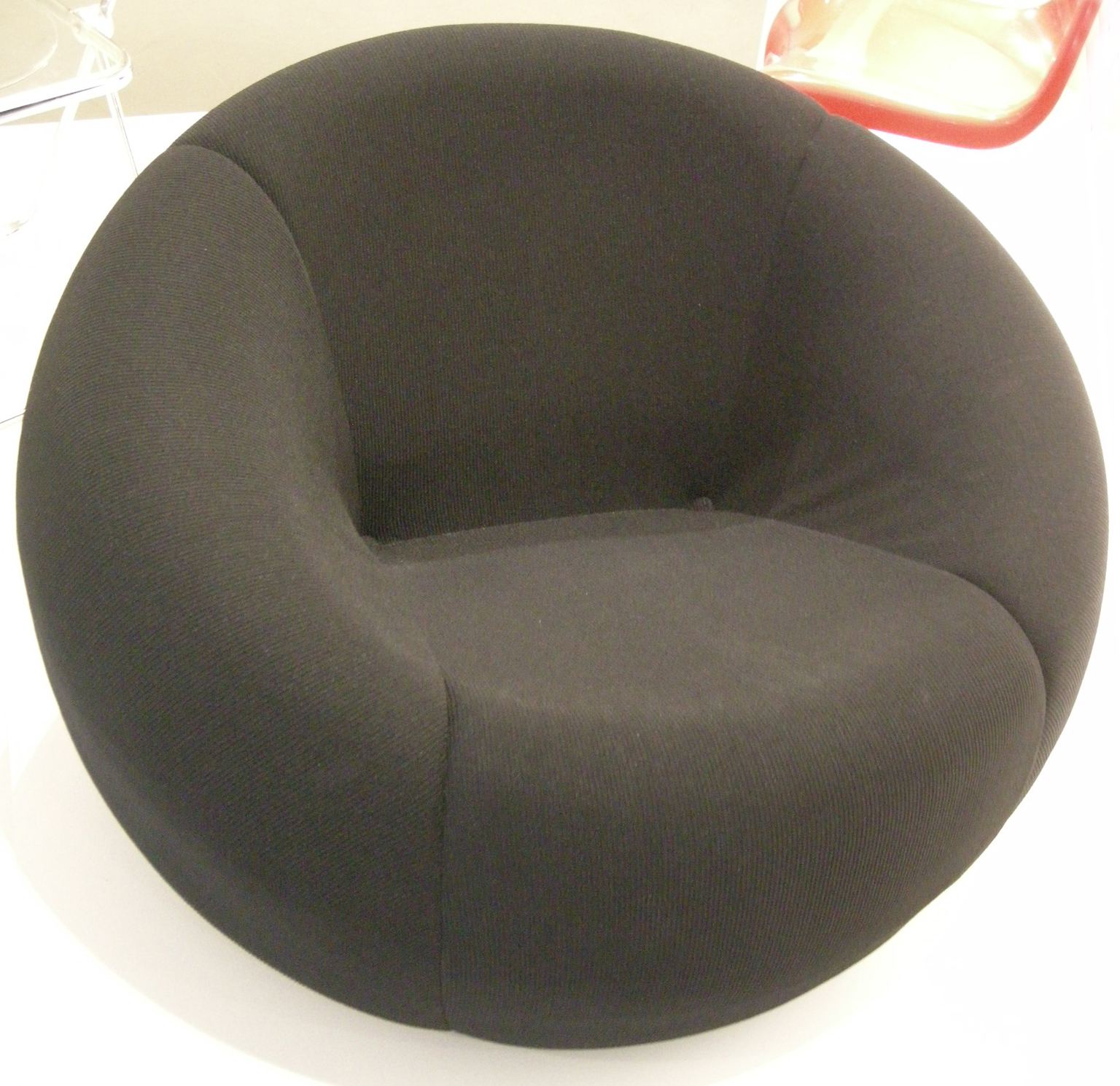
Up chair, 1969

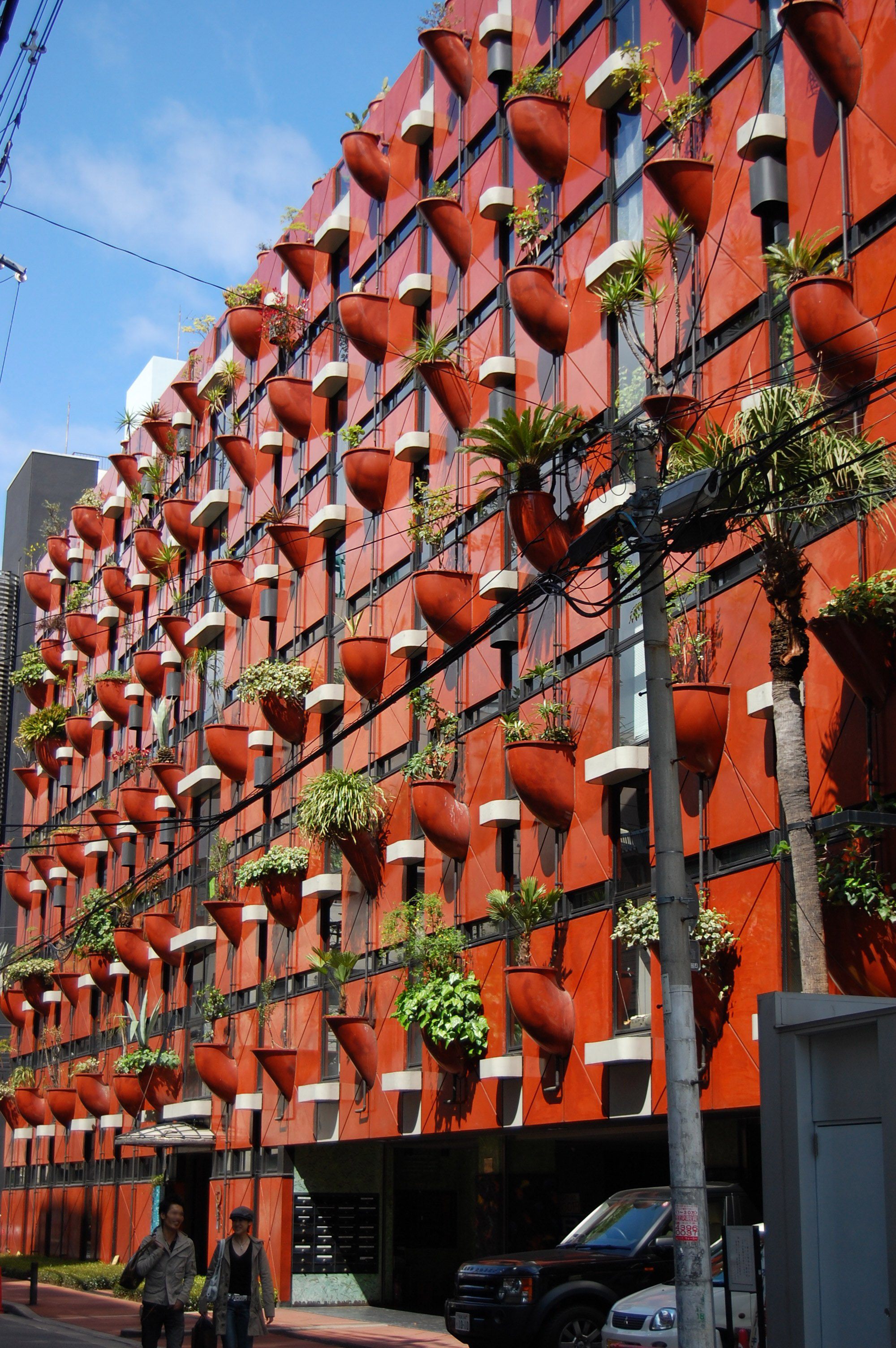
Organic Building in Osaka (1993)

Gaetano Pesce (* 8. November 1939 in La Spezia; † 3. April 2024 in New York) war ein italienischer Architekt und Designer.

## Leben
Pesce studierte von 1958 bis 1963 Architektur am Università Iuav di Venezia (IUAV), unter anderem bei Carlo Scarpa und Ernesto Rogers, und bis 1965 Industriedesign am Istituto Superiore di Disegno Industriale in Venedig. Er war von 1959 bis 1963 Mitglied der Gruppo N in Padua, einem frühen Kollektiv, das sich mit kinetischer Kunst und programmierter Computerkunst, der sogenannten Arte Programmata, nach dem Vorbild des Bauhauses beschäftigte. 1969 gab Pesce mit dem aufblasbaren Sessel „Up“ sein Debüt als Designer. Vorher arbeitete er als Architekt und Künstler. 1972 gründete Cassina S.p.A. das Label „Bracciodiferro“, das erste Unternehmen für Experimentaldesign, dessen künstlerischer Leiter Pesce war. 1972 führten erste Versuche mit Kunstharz zum „Golgotha Chair“, einem mit Kunstharz zum Sitz versteiften Tuch.
Er lehrte von 1975 bis 2003 Architektur am Institut d'Architecture et d'Etudes Urbaines der Universität Straßburg, an der Carnegie Mellon University (CMU) in Pittsburgh, an der Domus Academy in Mailand, an der Polytechnische Universität Hongkong, an der Faculdade de Arquitetura e Urbanismo da Universidade de São Paulo (FAU) und an der Cooper Union in New York City. Nach Aufenthalten in Venedig, London, Helsinki und Paris zog er 1980 nach New York um und richtete sich Studios am Broadway und der Houston Street im Stadtteil SoHo ein.
Pesce hat mit Kunstharz, Schaumstoff und Kunststoff als Standardmaterialien für Unternehmen wie Cassina, B&B Italia und Vitra gearbeitet. Zu seinen architektonischen Werken zählen das Organic Building in Osaka (1989), das Kinderhaus im Parc de la Villette in Paris, Les Halles ACIH in Paris, die Galerie Mourmons in Knokke, Belgien, und das TBWA\Chiat\Day-Büro in New York.
Sein Sofasystem „Tramonto a New York“ entstand, produziert von Cassina. 1987 experimentierte als einer der Ersten mit Filz. Das Ergebnis war eines seiner erfolgreichsten Modelle, der Sessel aus der Serie „I Feltri“ (Cassina). In den folgenden Jahren entstanden weitere Entwürfe mit namentlichem Bezug zur neuen Heimat, unter anderem das sehr vielbeinige Modell „Broadway Chair“, den das italienische Unternehmen Bernini realisierte. Pesce gründete 1994 die Firma Fish Design mit Sitz in Mailand und New York. Produziert werden Vasen, Schalen, Spiegel, Wanduhren, aber auch Gürtel, Ketten und Ringe in experimentellen Kunstharzformen. 2002 erregte Pesce bei der Mailänder Möbelmesse Aufsehen mit seiner Serie „Nobody’s Perfect“. Die Stühle, Sideboards und Tische, die Zerodisegno produziert, thematisieren die Individualisierung der Massenproduktion. Es gibt pro Modell keine zwei exakt gleichen Exemplare. Die Triennale in Mailand stellte 2005 eine umfangreiche Retrospektive des Werkes von Gaetano Pesce aus. Die Ausstellung wurde in der zweiten Jahreshälfte mit großem Erfolg im Vitra Design Museum in Weil gezeigt.
Pesces Werke sind in über 30 ständigen Sammlungen der wichtigsten Museen der Welt vertreten, darunter das Museum of Modern Art (MoMa) in New York und San Francisco, das Metropolitan Museum of Art in New York, das Vitra Design Museum in Weil am Rhein bei Basel, das Victoria and Albert Museum in London, das Centre Georges-Pompidou und das Musée des Arts décoratifs des Louvre in Paris. Zudem hatte er weltweit Ausstellungen in Galerien.
Gaetano Pesce war verheiratet mit Francesca Lucco († 2007) und Milena Vettore (†). Aus seiner ersten Ehe hatte er zwei Kinder, aus seiner zweiten ein Kind. Gaetano Pesce starb am 3. April 2024 an den Folgen eines Schlaganfalls in Manhattan in New York.

## Ehrungen und Auszeichnungen
- 1968: Ehrenvolle Erwähnung für den Film Irreversione beim Locarno Film Festival
- 1973: Sonderpreis beim Vierten Internationalen Wettbewerb für Lichtdesign für Genesi? in Tokio
- 1993: Chrysler Award for Innovation and Design[9]
- 1995: Auszeichnung des Interior Design Magazine für den Stuhl Umbrella
- 2003: Good Design Award für die Möbelkollektion Nobody's perfect in Chicago
- 2005: Auszeichnung für herausragendes Design, Philadelphia Museum of Art
- 2006: A&W-Designer des Jahres 2006, verliehen vom Magazin A&W Architektur & Wohnen in Köln
- 2009: Lawrence Israel Prize des Fashion Institute of Technology in New York
- 2010: IIC Lifetime Achievement Awards in Los Angeles